# Witiaź (transporter)
Witiaź (ros. Витязь; pol. „rycerz”) – radziecki przegubowy transporter wojskowy z okresu zimnej wojny, produkowany seryjnie od roku 1982.
Wstępne projekty transportera Witiaź powstały już na początku lat 70. W 1971 zaprojektowano dwa typy transporterów o nazwach DT-LP i DT-L. Na początku lat 80. ukończone zostały trzy modele w wersjach DT-10P, DT-20P i DT-30. Testowanie nowych pojazdów odbywało się głównie w trudnych warunkach na Syberii oraz Dalekim Wschodzie. Obecnie transportery Witiaź służą w bazach na Antarktydzie i Arktyce. Transportery "Witiaź" poruszają się na dwóch zestawach gąsienic oraz posiadają wielopaliwowy, 12-cylindrowy silnik o mocy 710 KM. Dodatkowo konstrukcja gąsienicowa pozwala na kontynuowanie dalszej jazdy nawet po przerwaniu połowy trakcji gąsienicowej.

## Użycie militarne
Transportery Witiaź obecnie używane są przez wojska Federacji Rosyjskiej głównie do transportu amunicji, wyposażenia wojskowego i instalacji systemów zbrojeniowych.